# Don Bosco FC (Haïti)
Don Bosco is een Haïtiaanse voetbalclub uit de stad Pétionville. De club werd twee keer landskampioen.

## Bekende spelers
- Jean Philippe Peguero

## Erelijst
Landskampioen
1971, 2003 O